# برادي بليد
برادي بليد (بالإنجليزية: Brady Blade)‏ هو منتج أسطوانات وملحن أمريكي، ولد في 1965 في شريفبورت في الولايات المتحدة.

## وصلات خارجية
- برادي بليد على موقع IMDb (الإنجليزية)
- برادي بليد على موقع ميوزك برينز (الإنجليزية)
- برادي بليد على موقع أول ميوزيك (الإنجليزية)
- برادي بليد على موقع ديسكوغز (الإنجليزية)
- برادي بليد على موقع قاعدة بيانات الفيلم (الإنجليزية)